# قيقب رمادي

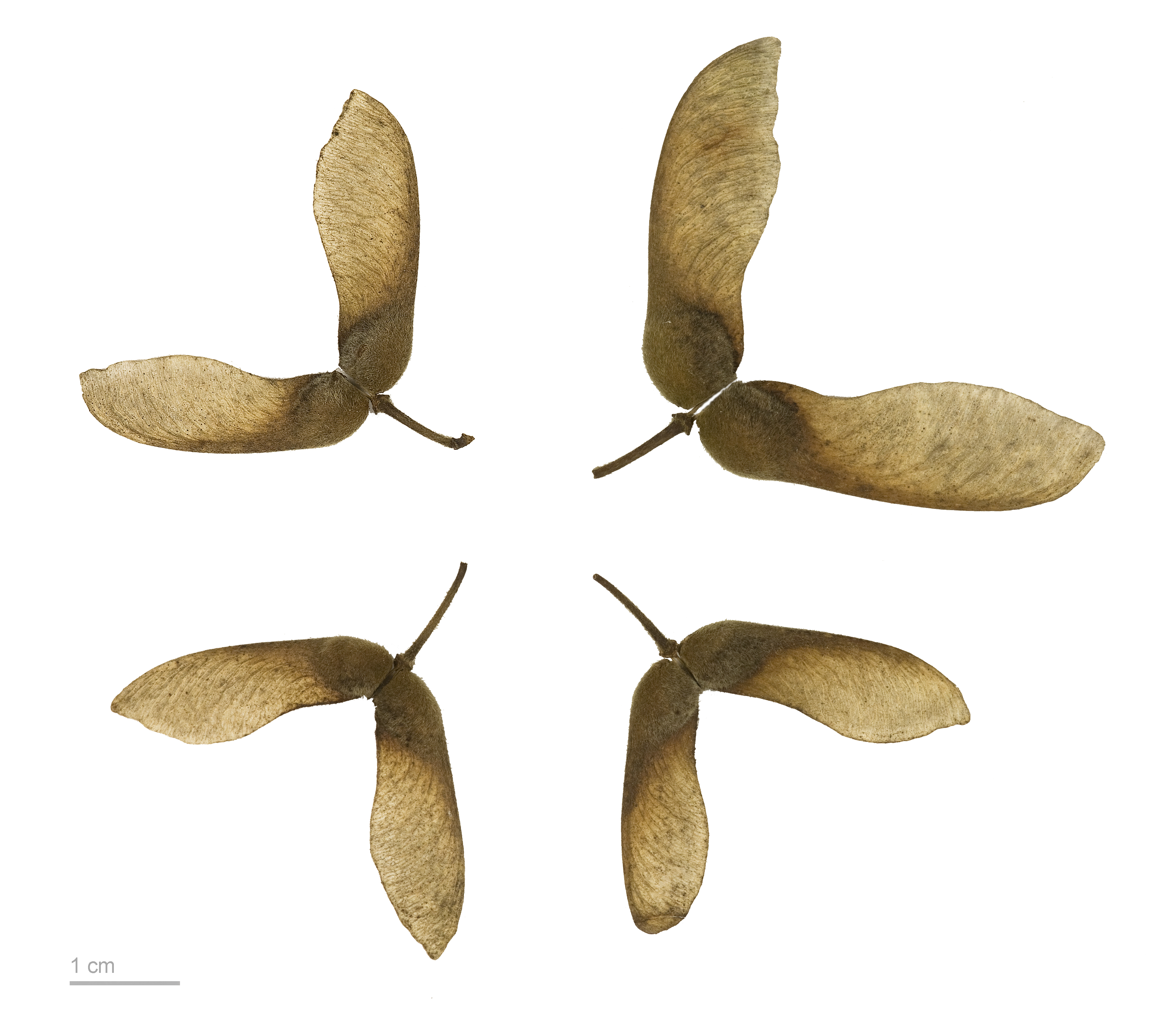
Acer griseum

القيقب الرمادي نوع نباتي ينتمي إلى جنس القيقب من الفصيلة الصابونية.

## معرض صور

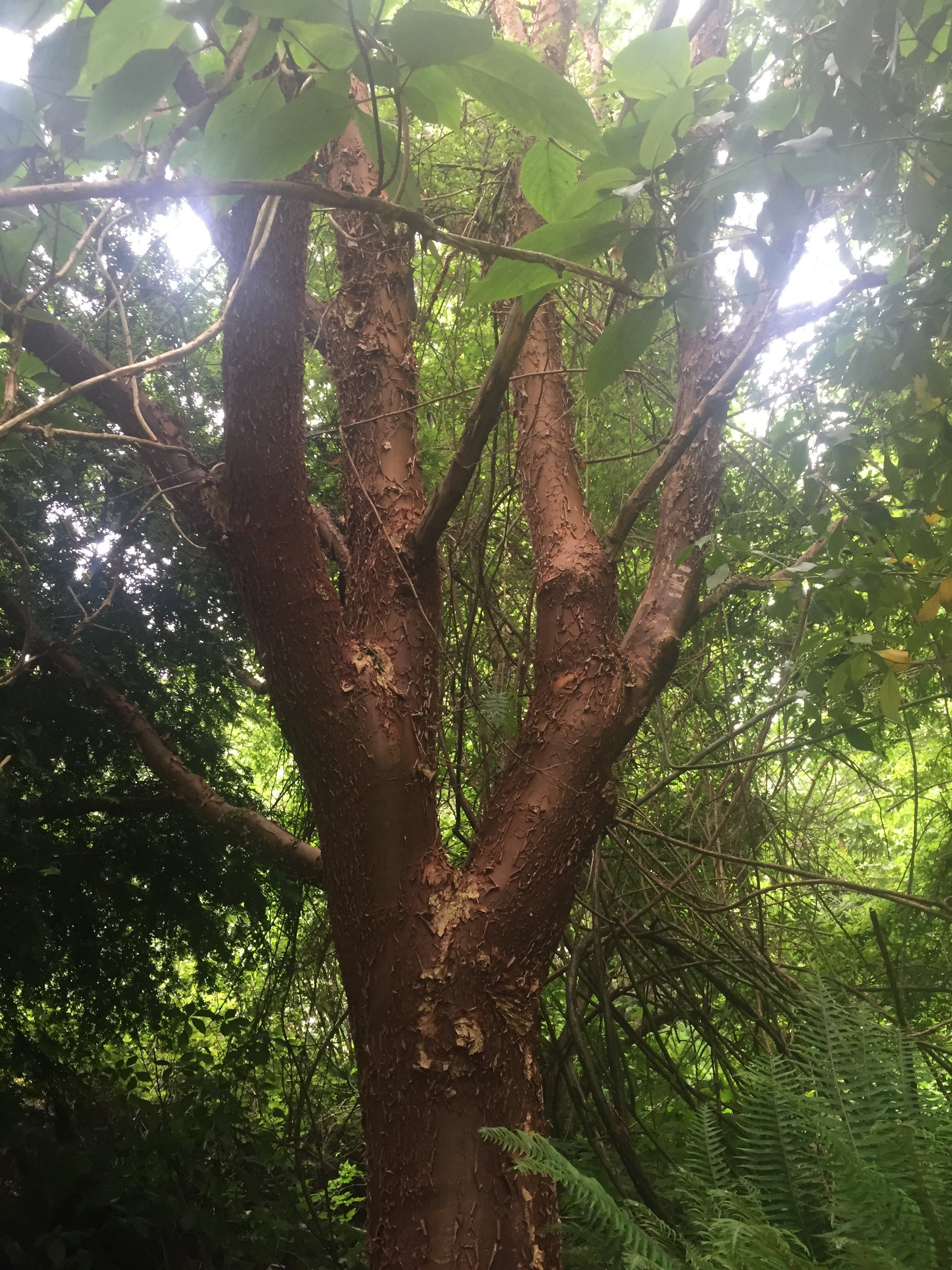
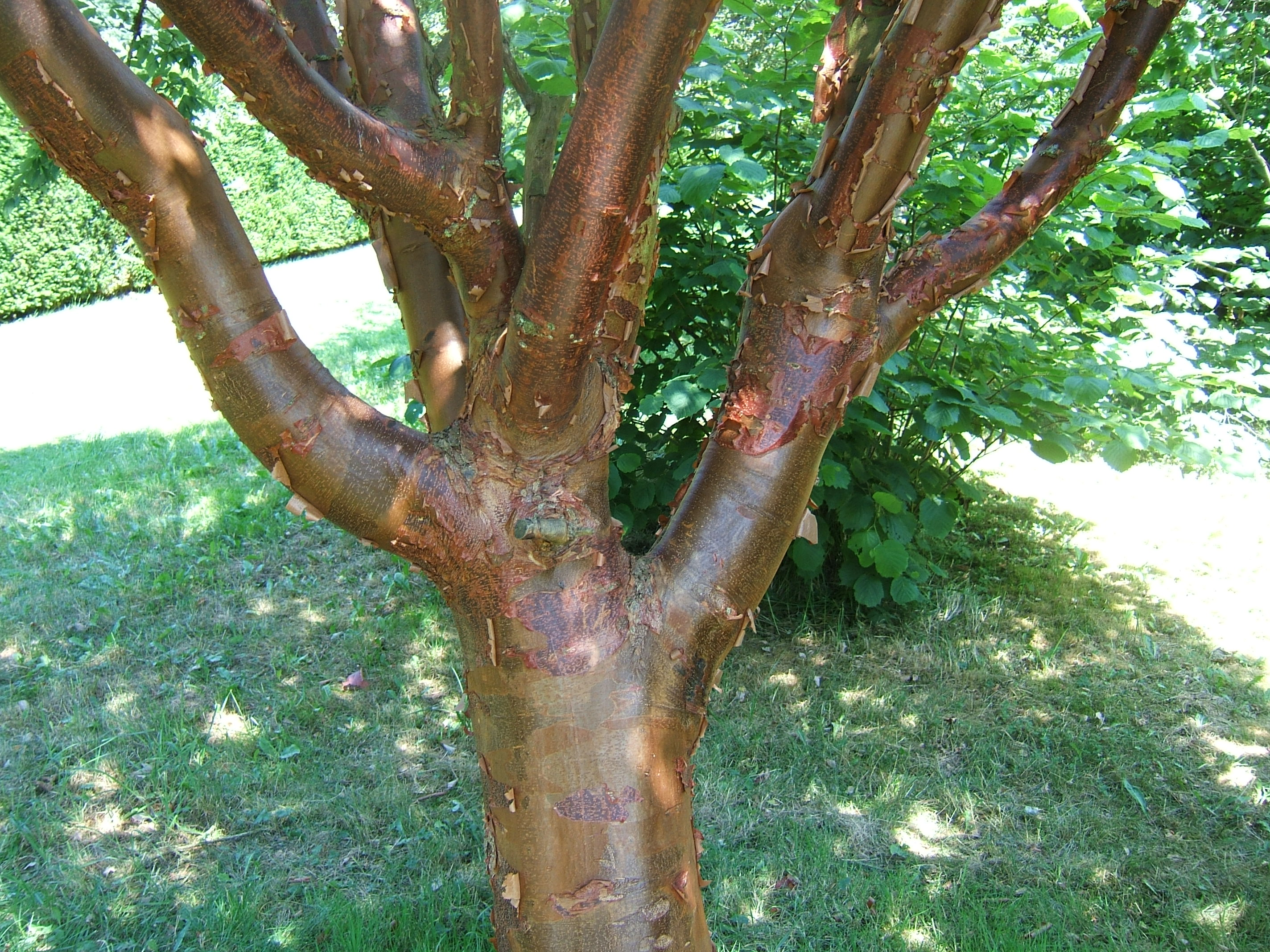
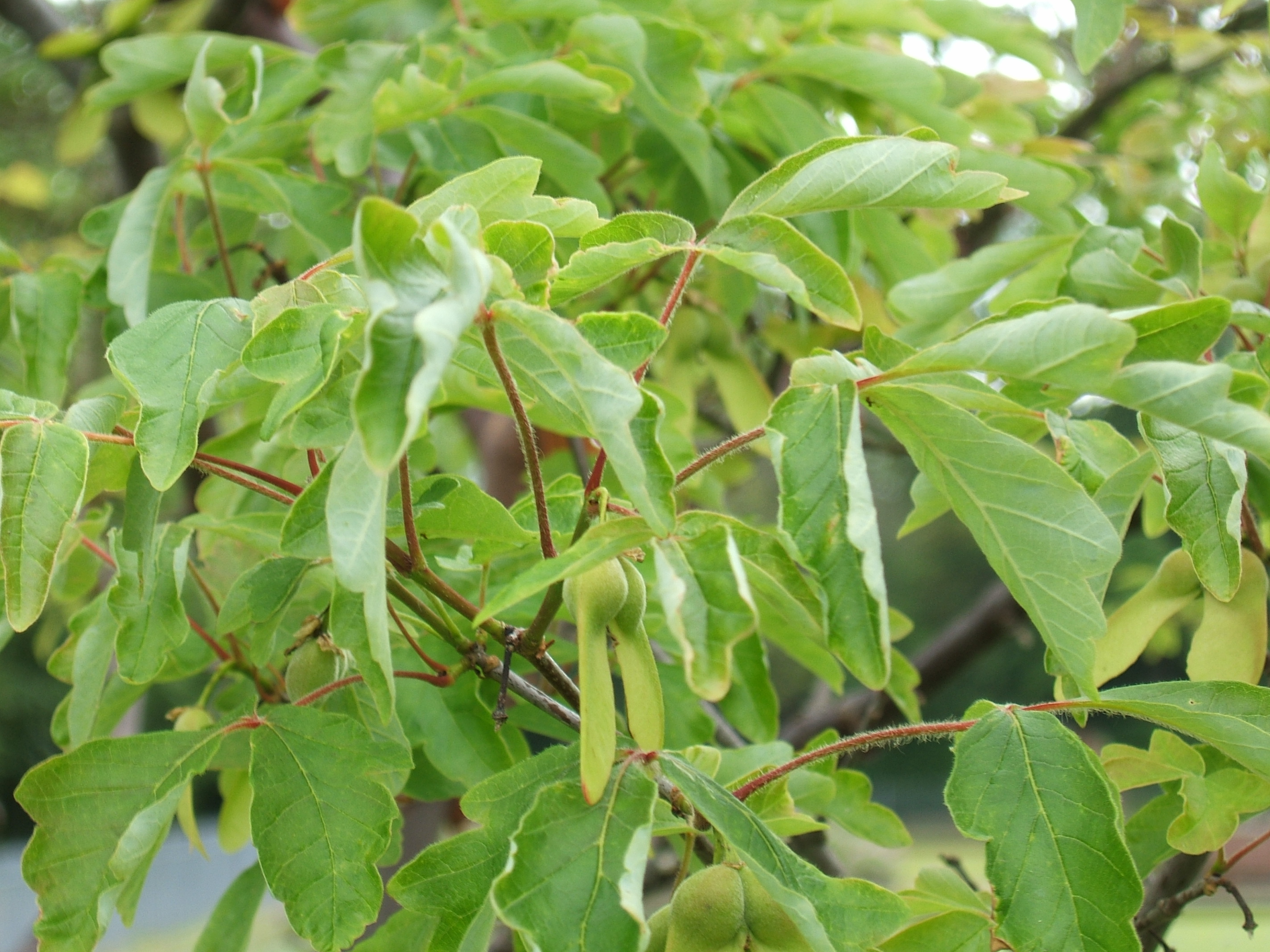
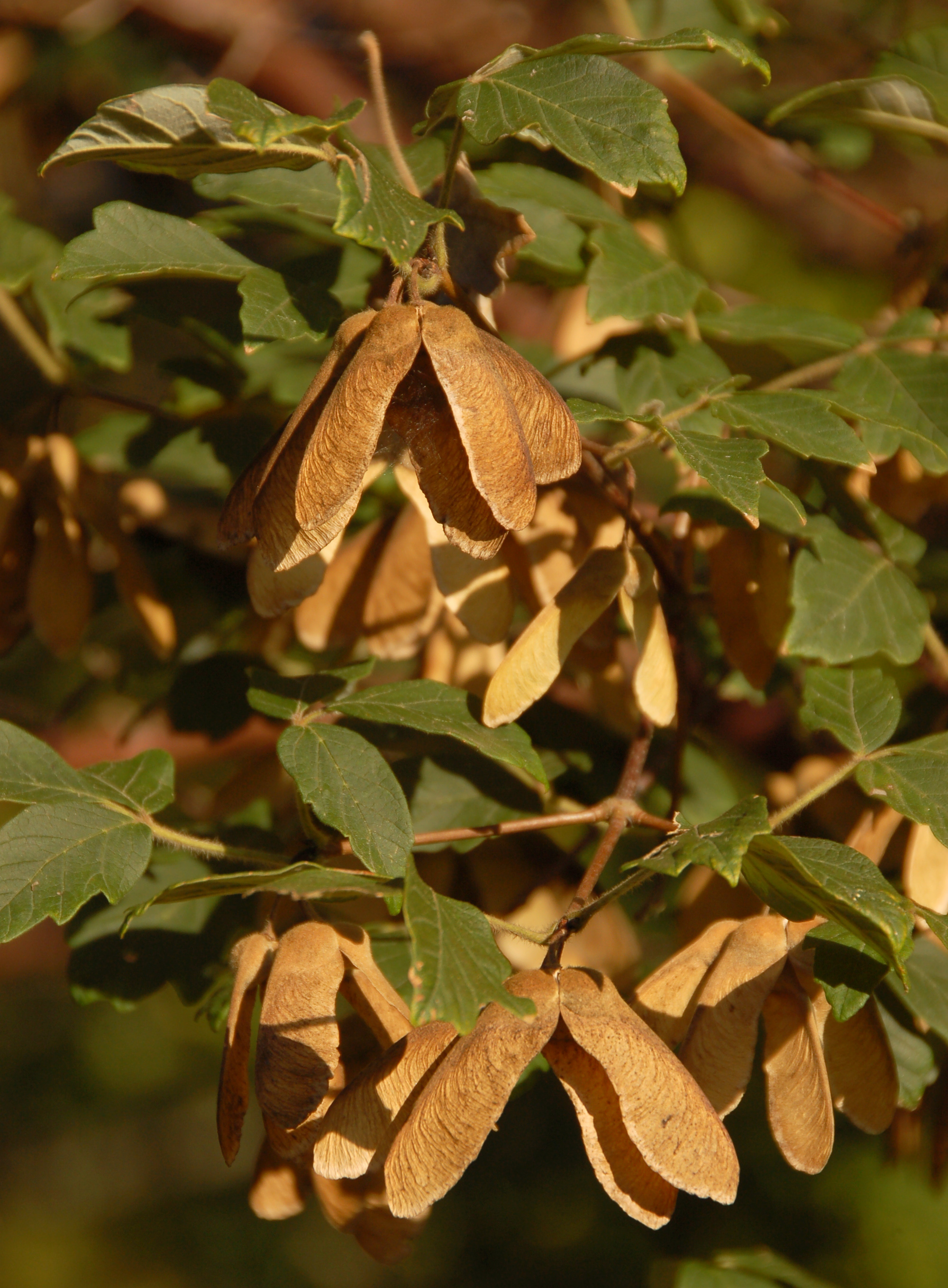